# ㅋ
Kieuk (litera: ㅋ, kor. 키읔) – spółgłoska tylnojęzykowa należąca do grupy pisma hangul, do oznaczenia spółgłoski zwarto miękkopodniebienno bezdźwięcznej [kʰ] na początku sylab oraz [k] na końcu sylab. Według transkrypcji McCune’a-Reischauera spółgłoska brzmi "k’".
Jak podaje Koreańska Zasada Pisowni (Hunminjeongeum) ㅌ jest jedenastą literą alfabetu koreańskiego.
Dźwięk spółgłoski brzmi podobnie jak "k" w angielskim słowie "key" lub "k" z przydechem.

## Pismo

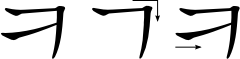
Kolejność stawiania kresek

## Historia
Spółgłoska powstała na podstawie chińskiego znaku "快". Uważa się, że litera ta ma mocniejszy dźwięk niż ㄱ, dlatego dodano do niego kreskę i stworzono "ㅋ".
Po raz pierwszy litera została opisana w 1527 roku i nazwana jako "ㅋ○箕", a od 1933 nazywa się "키읔", której nazwę przyznało jej Koreańskie Towarzystwo Językowe.